# تشارلز ك. غيفورد
تشارلز ك. غيفورد (بالإنجليزية: Charles K. Gifford)‏ هو مسير أعمال أمريكي، ولد في 8 نوفمبر 1942.

## وصلات خارجية
- تشارلز ك. غيفورد على موقع إن إن دي بي (الإنجليزية)